# August Meitzen
August Meitzen (Breslau, 16 december 1822 - Berlijn, 19 januari 1910) was een Duits statisticus.

## Biografie
Hij werd geboren in Breslau (nu Wrocław, Polen) en werd opgeleid aan de universiteiten van Heidelberg en Tübingen. Hij was een prominent lid van het Bureau voor Statistiek, en werd in 1875 professor in de statistische wetenschap en de politieke economie aan de Humboldt-Universiteit in Berlijn.

## Publicaties
Tot zijn bijdragen aan de statistische wetenschap behoren onder andere:
- Die internationale land- und forstwirtschaftliche Statistik (Internationale statistieken voor land- en bosbouw; 1873)
- Geschichte, Theorie und Technik der Statistik (1886)

Hij schreef ook:
- Die Mitverantwortlichkeit der Gebildeten für das Wohl der arbeitenden Klassen (De medeverantwoordelijkheid van de opgeleiden in het welzijn van de werkende klasse; 1876)